# Campionati del mondo di atletica leggera 2015 - Marcia 20 km maschile
La gara della marcia 20 km maschile dei Campionati del mondo di atletica leggera 2015 si è svolta il 23 agosto.

## Podio
| Pos.    | Atleta             | Nazionalità | Tempo    |
| ------- | ------------------ | ----------- | -------- |
| Oro     | Miguel Ángel López | Spagna      | 1h19'14" |
| Argento | Wang Zhen          | Cina        | 1h19'29" |
| Bronzo  | Benjamin Thorne    | Canada      | 1h19'57" |

## Situazione pre-gara

### Record
Prima di questa competizione, il record del mondo (RM) e il record dei campionati (RC) erano i seguenti.
| Record                | Prestazione | Atleta                  | Data                           | Competizione              |
| --------------------- | ----------- | ----------------------- | ------------------------------ | ------------------------- |
| Record mondiale       | 1h16'36"    | Yūsuke Suzuki Giappone  | 15 marzo 2015 Nomi, Giappone   |                           |
| Record dei campionati | 1h17'21"    | Jefferson Pérez Ecuador | 23 agosto 2003 Parigi, Francia | Campionati del mondo 2003 |

### Campioni in carica
I campioni in carica, a livello mondiale e olimpico, erano:
| Campione | Atleta                  | Prestazione | Data                              | Competizione               |
| -------- | ----------------------- | ----------- | --------------------------------- | -------------------------- |
| Olimpico | Chen Ding Cina          | 1h18'46"    | 4 agosto 2012 Londra, Regno Unito | Giochi della XXX Olimpiade |
| Mondiale | Aleksandr Ivanov Russia | 1h20'58"    | 11 agosto 2013 Mosca, Russia      | Campionati del mondo 2013  |

### La stagione
Prima di questa gara, gli atleti con le migliori tre prestazioni dell'anno erano:
| Pos. | Atleta                 | Prestazione | Data                            |
| ---- | ---------------------- | ----------- | ------------------------------- |
| 1    | Yūsuke Suzuki Giappone | 1h16'36"    | 15 marzo 2015 Nomi, Giappone    |
| 2    | Yohann Diniz Francia   | 1h17'02"    | 8 marzo 2015 Arles, Francia     |
| 3    | Wang Zhen Cina         | 1h18'00"    | 6 giugno 2015 La Coruña, Spagna |

## Classifica
| Pos. | Atleta                  | Nazionalità   | Tempo    | Note                                     |
| ---- | ----------------------- | ------------- | -------- | ---------------------------------------- |
|      | Miguel Ángel López      | Spagna        | 1h19'14" | Miglior prestazione personale            |
|      | Wang Zhen               | Cina          | 1h19'29" |                                          |
|      | Benjamin Thorne         | Canada        | 1h19'57" | Record nazionale                         |
| 4    | Ihor Hlavan             | Ucraina       | 1h20'29" | Miglior prestazione personale stagionale |
| 5    | Cai Zelin               | Cina          | 1h20'42" |                                          |
| 6    | Caio Bonfim             | Brasile       | 1h20'44" | Miglior prestazione personale stagionale |
| 7    | Éider Arévalo           | Colombia      | 1h21'13" |                                          |
| 8    | Dane Bird-Smith         | Australia     | 1h21'37" |                                          |
| 8    | Chen Ding               | Cina          | 1h21'39" |                                          |
| 10   | Kim Hyun-sub            | Corea del Sud | 1h21'40" |                                          |
| 11   | Lebogang Shange         | Sudafrica     | 1h21'43" | Record nazionale                         |
| 12   | Evan Dunfee             | Canada        | 1h21'48" | Miglior prestazione personale stagionale |
| 13   | Isamu Fujisawa          | Giappone      | 1h21'51" |                                          |
| 14   | Inaki Gomez             | Canada        | 1h21'55" | Miglior prestazione personale stagionale |
| 15   | Éder Sánchez            | Messico       | 1h21'56" | Miglior prestazione personale stagionale |
| 16   | Álvaro Martín           | Spagna        | 1h22'04" |                                          |
| 17   | Quentin Rew             | Nuova Zelanda | 1h22'18" | Miglior prestazione personale stagionale |
| 18   | Hagen Pohle             | Germania      | 1h22'29" |                                          |
| 19   | Massimo Stano           | Italia        | 1h22'53" |                                          |
| 20   | Giorgio Rubino          | Italia        | 1h23'23" |                                          |
| 21   | Ruslan Dmytrenko        | Ucraina       | 1h23'37" |                                          |
| 22   | José Leonardo Montaña   | Colombia      | 1h23'53" |                                          |
| 23   | Dzianis Simanovich      | Bielorussia   | 1h23'54" |                                          |
| 24   | Tom Bosworth            | Regno Unito   | 1h23'58" |                                          |
| 25   | Alexandros Papamichail  | Grecia        | 1h24'11" |                                          |
| 26   | Jared Tallent           | Australia     | 1h24'19" |                                          |
| 27   | Federico Tontodonati    | Italia        | 1h24'33" |                                          |
| 28   | Horacio Nava            | Messico       | 1h24'40" | Miglior prestazione personale stagionale |
| 29   | Diego García            | Spagna        | 1h24'52" |                                          |
| 30   | Georgiy Sheiko          | Kazakistan    | 1h24'58" |                                          |
| 31   | Julio César Salazar     | Messico       | 1h24'58" |                                          |
| 32   | Chris Erickson          | Australia     | 1h25'15" |                                          |
| 33   | Kevin Campion           | Francia       | 1h25'16" |                                          |
| 34   | Nils Brembach           | Germania      | 1h25'21" |                                          |
| 35   | Gurmeet Singh           | India         | 1h25'22" |                                          |
| 36   | João Vieira             | Portogallo    | 1h25'49" |                                          |
| 37   | Mauricio Arteaga        | Ecuador       | 1h25'50" |                                          |
| 38   | Christopher Linke       | Germania      | 1h26'10" |                                          |
| 39   | Ivan Losyev             | Ucraina       | 1h26'32" |                                          |
| 40   | Anatole Ibañez          | Svezia        | 1h26'34" |                                          |
| 41   | Chandan Singh           | India         | 1h26'40" |                                          |
| 42   | Juan Manuel Cano        | Argentina     | 1h27'10" |                                          |
| 43   | Marco Antonio Rodríguez | Bolivia       | 1h27'15" |                                          |
| 44   | Anton Kučmín            | Slovacchia    | 1h27'46" |                                          |
| 45   | Choe Byoeng-kwang       | Corea del Sud | 1h28'01" |                                          |
| 46   | Richard Vargas          | Venezuela     | 1h28'18" |                                          |
| 47   | Eiki Takahashi          | Giappone      | 1h28'30" |                                          |
| 48   | José María Raymundo     | Guatemala     | 1h29'01" |                                          |
| 49   | Yerko Araya             | Cile          | 1h29'12" |                                          |
| 50   | Kenny Martín Pérez      | Colombia      | 1h29'31" |                                          |
| -    | Pavel Chihuan           | Perù          | dnf      |                                          |
| -    | Perseus Karlström       | Svezia        | dnf      |                                          |
| -    | Baljinder Singh         | India         | dnf      |                                          |
| -    | Yūsuke Suzuki           | Giappone      | dnf      |                                          |
| -    | Erik Tysse              | Norvegia      | dnf      |                                          |
| -    | Sérgio Vieira           | Portogallo    | dnf      |                                          |
| -    | Byun Young-jun          | Corea del Sud | dq       |                                          |
| -    | Andrés Chocho           | Ecuador       | dq       |                                          |
| -    | Aliaksandr Liakhovich   | Bielorussia   | dq       |                                          |
| -    | Marius Šavelskis        | Lituania      | dq       |                                          |
| -    | Alex Wright             | Irlanda       | dq       |                                          |